# Таласна дужина
Таласна дужина је карактеристика сваког таласа, као и фреквенција. Сваки талас има и своју амплитуду која означава интензитет таласа. Путовање таласа описује синусна функција, а таласна дужина код трансверзалних таласа је дужина између два суседна врха таласа (или два удубљења). Мерна јединица за таласну дужину у Међународном систему јединица СИ је метар. Таласна дужина је такође и најкраћа раздаљина између две честице које осцилују у истој фази. Таласна дужина означава се са грчким словом lambda - {\displaystyle \lambda }
У физици, таласна дужина је просторни период периодичног таласа—раздаљина на којој се облик таласа понавља. То је растојање између узастопних одговарајућих тачака исте фазе на таласу, као што су два суседна врха, корита или нулта укрштања, и карактеристика је путујућих и стајаћих таласа, као и других просторних таласа. Инверзна таласна дужина назива се просторна фреквенција. Таласна дужина се обично означава грчким словом ламбда (λ). Термин таласна дужина се такође понекад примењује на модулисане таласе, и на синусне омотаче модулисаних таласа или таласе формиране интерференцијом неколико синусоида.
Под претпоставком да се синусоидални талас креће фиксном брзином таласа, таласна дужина је обрнуто пропорционална фреквенцији таласа: таласи са вишим фреквенцијама имају краће таласне дужине, а ниже фреквенције имају веће таласне дужине.
Таласна дужина зависи од средине (на пример, вакуума, ваздуха или воде) кроз коју талас путује. Примери таласа су звучни таласи, светлосни, водени таласи и периодични електрични сигнали у проводнику. Звучни талас је варијација ваздушног притиска, док у светлости и другим електромагнетним зрачењима јачина електричног и магнетног поља варира. Водени таласи су варијације у висини воденог тела. У вибрацијама кристалне решетке, положаји атома варирају.
Опсег таласних дужина или фреквенција за таласне појаве назива се спектар. Назив је настао од спектра видљиве светлости, али се сада може применити на цео електромагнетни спектар, као и на спектар звука или спектар вибрација.

## Синусоидни таласи
У линеарним медијима, било који таласни образац се може описати у виду независног ширења синусоидних компоненти. Таласна дужина λ синусоидног таласног облика који путује константном брзином v је дата са
{\displaystyle \lambda ={\frac {v}{f}}\,\,,}
где се v назива фазна брзина (магнитуда фазне брзине) таласа и f је таласна фреквенција. У дисперзивном медију, сама брзина фазе зависи од фреквенције таласа, чинећи однос између таласне дужине и фреквенције нелинеарним.
У случају електромагнетног зрачења — као што је светлост — у слободном простору, фазна брзина је брзина светлости, око 3×108 . Тако је таласна дужина електромагнетног (радио) таласа од 100  око: 3×108  подељено са 108 Hz = 3 метра. Таласна дужина видљиве светлости се креће од тамноцрвене, отприлике 700 , до љубичасте, отприлике 400 nm (за друге примере, погледајте електромагнетни спектар).
За звучне таласе у ваздуху, брзина звука је 343  (на собној температури и атмосферском притиску). Таласне дужине звучних фреквенција које чује људско уво (20 –20 ) су према томе између приближно 17  и 17 . Нешто више фреквенције користе слепи мишеви тако да могу да решавају циљеве мање од 17 . Таласне дужине у чујном звуку су много дуже од оних у видљивом светлу.

### Стојећи таласи
Стојећи талас је таласасто кретање које остаје на једном месту. Синусоидални стојећи талас укључује стационарне тачке без кретања, које се називају чворови, а таласна дужина је двоструко већа од удаљености између чворова.
Горња слика приказује три стајаћа таласа у кутији. Сматра се да зидови кутије условљавају да талас има чворове на зидовима кутије (пример граничних услова) који одређују које су таласне дужине дозвољене. На пример, за електромагнетни талас, ако кутија има идеалне металне зидове, услов за чворове на зидовима резултира зато што метални зидови не могу да подрже тангенцијално електрично поље, приморавајући талас да има нулту амплитуду на зиду.
Стационарни талас се може посматрати као збир два путујућа синусоидна таласа супротно усмерених брзина. Према томе, таласна дужина, период и брзина таласа су повезани баш као и за путујући талас. На пример, брзина светлости се може одредити посматрањем стајаћих таласа у металној кутији која садржи идеалан вакуум.

### Математичко представљање
Путујући синусоидни таласи се често математички представљају у смислу њихове брзине v (у правцу x), фреквенције f и таласне дужине λ као:
{\displaystyle y(x,\ t)=A\cos \left(2\pi \left({\frac {x}{\lambda }}-ft\right)\right)=A\cos \left({\frac {2\pi }{\lambda }}(x-vt)\right)}
где је y вредност таласа у било којој позицији x и времену t, а A је амплитуда таласа. Они се такође обично изражавају у смислу таласног броја k (2π пута реципрочне таласне дужине) и угаоне фреквенције ω (2π пута фреквенција) као:
{\displaystyle y(x,\ t)=A\cos \left(kx-\omega t\right)=A\cos \left(k(x-vt)\right)}
у којој су таласна дужина и таласни број повезани са брзином и фреквенцијом као:
{\displaystyle k={\frac {2\pi }{\lambda }}={\frac {2\pi f}{v}}={\frac {\omega }{v}},}
или
{\displaystyle \lambda ={\frac {2\pi }{k}}={\frac {2\pi v}{\omega }}={\frac {v}{f}}.}
У другом горе датом облику, фаза  се често генерализује на , заменом таласног броја k таласним вектором који одређује правац и таласни број равног таласа у 3-простору, параметризован вектором положаја r. У том случају, таласни број k, магнитуде k, је и даље у истом односу са таласном дужином као што је приказано изнад, при чему се v тумачи као скаларна брзина у правцу таласног вектора. Први облик, користећи реципрочну таласну дужину у фази, не генерализује се тако лако на талас у произвољном правцу.
Генерализације на синусоиде других фаза, и на комплексне експоненцијале, такође су уобичајене; погледајте раван талас. Типична конвенција коришћења косинусне фазе уместо синусне фазе када се описује талас заснива се на чињеници да је косинус прави део комплексне експоненцијалне у таласу
{\displaystyle Ae^{i\left(kx-\omega t\right)}.}